# Parafia św. Brata Alberta Chmielowskiego w Kościanie
Parafia św. Brata Alberta Chmielowskiego w Kościanie – parafia rzymskokatolicka należąca do dekanatu kościańskiego archidiecezji poznańskiej. Została utworzona w 1991. Kościół parafialny został wybudowany w latach 90. XX wieku. Mieści się na osiedlu Jagiellońskim. Czwartym proboszczem parafii po budowniczym kościoła ks. Ireneuszu Szwarcu, ks. Mieczysławie Nowaku, ks. Pawle Książkiewiczu został w 2020 ks. Tomasz Bochyński. 
Z parafii pochodzą:
- ks. Robert Korbik (były Duszpasterz Młodzieży Archidiecezji Poznańskiej, proboszcz parafii pw. Chrystusa Króla w Rokietnicy)[2]
- ks. dr Jacek Zjawin (członek zespołu muzycznego Pinokio Brothers, Prodziekan Wydziału Teologicznego im. Adama Mickiewicza[3]
- ks. Krystian Frąckowiak